# La modelo y la estrella
 La modelo y la estrella  es una película de Argentina en blanco y negro dirigida por Manuel Romero según su propio guion que se estrenó el 15 de marzo de 1939 y que tuvo como protagonistas a Alita Román, Fernando Borel, June Marlowe y Marcelo Ruggero.

## Reparto
- Alita Román...	Gloria
- Fernando Borel...	Jorge
- June Marlowe...	Barbara
- Marcelo Ruggero...	Nicola
- Juan Mangiante...	Verdier
- Alberto Terrones...	Fiorini
- Jacqueline Taubert...	Georgette
- Juan Porta...	Patrón
- Carlos Bertoldi
- Lydia Quintana